# Larinioides ixobolus
Larinioides ixobolus är en spindelart som först beskrevs av Tord Tamerlan Teodor Thorell 1873.  Larinioides ixobolus ingår i släktet Larinioides och familjen hjulspindlar. Enligt den finländska rödlistan är arten nationellt utdöd i Finland. Artens livsmiljö är lundskogar. Inga underarter finns listade i Catalogue of Life.